# Christina Clemons
Christina Manning-Clemons (Waldorf, 20 maggio 1990) è un'ostacolista statunitense.

## Biografia
Nel 2011, alle Universiadi di Shenzhen, si classifica rispettivamente seconda e terza nei 100 metri ostacoli e nella staffetta 4×100 metri. Lo stesso anno scende sotto la barriera dei 13 secondi nei 100 metri ostacoli, fermando il cronometro a 12"86 nel corso di un meeting ad Iowa City.
Ai mondiali di Londra 2017, dopo aver superato agevolmente batterie e semifinali, si piazza quinta nei 100 metri ostacoli con un tempo di 12"74, distante soli due centesimi dalla zona podio.

## Progressione

### 100 metri ostacoli
| Stagione | Tempo | Luogo       | Data      | Rank. Mond. |
| -------- | ----- | ----------- | --------- | ----------- |
| 2017     | 12"58 | Losanna     | 6-7-2017  |             |
| 2016     | 12"87 | Sotteville  | 18-7-2016 |             |
| 2015     | 13"14 | Clermont    | 18-4-2015 |             |
| 2012     | 12"68 | Tucson      | 31-3-2012 |             |
| 2011     | 12"86 | Iowa City   | 15-5-2011 |             |
| 2010     | 13"10 | Bloomington | 15-5-2010 |             |
| 2009     | 13"10 | Columbus    | 1-5-2009  |             |
| 2008     | 13"86 | Omaha       | 27-7-2008 |             |

## Palmarès
| Anno | Manifestazione  | Sede       | Evento             | Risultato  | Prestazione | Note                                     |
| ---- | --------------- | ---------- | ------------------ | ---------- | ----------- | ---------------------------------------- |
| 2011 | Universiade     | Shenzhen   | 100 m hs           | Bronzo     | 13"17       |                                          |
| 2011 | Universiade     | Shenzhen   | 4×100 m            | Argento    | 43"48       |                                          |
| 2017 | Mondiali        | Londra     | 100 m hs           | 5ª         | 12"74       |                                          |
| 2018 | Mondiali indoor | Birmingham | 60 m hs            | Argento    | 7"79        |                                          |
| 2019 | World Relays    | Yokohama   | Staffetta hs mista | Oro        | 54"96       | Miglior prestazione personale stagionale |
| 2021 | Giochi olimpici | Tokyo      | 100 m hs           | Semifinale | 12"76       |                                          |
| 2024 | Mondiali indoor | Glasgow    | 60 m hs            | Semifinale | 7"99        |                                          |
| 2025 | Mondiali indoor | Nanchino   | 60 m hs            | 7ª         | 8"03        |                                          |

## Altre competizioni internazionali
2012
- Oro al DécaNation ( Albi), 100 m hs - 12"93